# Xie Weijin
Xie Weijin (en chino simplificado, 谢唯进; pinyin, Xiè Wéijìn; Guangpu, China, 18 de junio de 1899 - 13 de octubre de 1978) fue un político y militar chino que participó en la guerra civil española y en la segunda guerra sino-japonesa. También se le conoce por el sobrenombre Lin Jishi (en chino simplificado, 林济时; pinyin, Lín Jìshí).

## Biografía
En 1916 ingresó en la escuela Shanghái Nanyang y participó en el movimiento del Cuatro de Mayo. En octubre de 1919, junto con 150 jóvenes estudiantes chinos, incluidos Li Fuchun, Li Weihan y Zhang Kundi, fueron a Francia para un programa de estudio y trabajo. A finales de 1919, Xie Weijin llegó a Francia y luego se dirigió a Inglaterra a principios de 1920 para ser admitido en la clase militar de la Escuela Harrogate de York para continuar sus estudios secundarios. Durante este período, bajo la influencia de la Revolución de Octubre, publicó artículos apoyando al régimen soviético. A principios de 1923, Xie Weijin viajó a Alemania para estudiar en la Universidad de Gotinga y conoció a Zhou Enlai mientras pasaba por Francia. En Alemania, estudió en la En 1925 se unió a la rama europea de la Liga de la Juventud Comunista, y en enero de 1926 se trasladó al partido y se convirtió en miembro del Partido Comunista de China. En 1933, Hitler llegó al poder y el Partido Comunista y los partidos socialistas fueron atacados por el nazismo. Xie Weijin huyó a Suiza en agosto y se instaló en Ginebra en el verano de 1934. En 1936, se estableció el Frente Popular Chino en París y Xie Wei se convirtió en miembro del comité ejecutivo.
En octubre de 1936, como jefe de la rama alemana y con el sobrenombre Lin Jishi, organizó a los miembros chinos del partido en el extranjero para participar en las Brigadas Internacionales de la guerra civil española, formando parte del batallón Edgar André. Durante la batalla de Quinto, resultó herido gravemente en la pierna derecha y fue posteriormente enviado a un hospital de Murcia. A principios de 1939 se refugió en Francia, pasando por los campos de concentración de Argelès-sur-Mer y Gurs hasta marzo de 1940.
Junto con su esposa, la ucraniana Anna Kapeller, regresa a China donde hace de enlace con el Ejército de la Octava Ruta en Chongqing. Después de la segunda guerra sino-japonesa, en 1946, representó al Partido Comunista en las conversaciones de paz con el Kuomintang. Con la reanudación de las hostilidades, se une al Ejército Popular de Liberación, y participa en varias batallas, retirándose en 1963. Su mujer se separó y se marcha con el hijo a la Unión Soviética. Acusado de revisionista durante la Revolución Cultural, Xie Weijing vivió en Nanchong con una pariente lejana que adoptó como hija adoptiva, que cuidó de él.

## Homenajes
La antigua residencia de Xie Weijin está ubicada la aldea de Dashita (cerca de Guangpu) está incluida en la Unidad de Protección de Reliquias Culturales de Chongqing y en la  Lista de Reliquias Culturales Revolucionarias de Chongqing. Sus objetos de la guerra civil española se encuentran en el Museo Nacional de China.